# Mosksaaret
Mosksaaret, nordsamiska: Mosksuolluuh, är en ö i Finland. Den ligger i sjön Enare träsk och i kommunen Enare i den ekonomiska regionen Norra Lappland och landskapet Lappland, i den norra delen av landet, 1 000 km norr om huvudstaden Helsingfors. Öns area är 8 hektar och dess största längd är 0,6 kilometer i öst-västlig riktning.  Notera att namnet antyder att det är fråga om flera öar.